# Volker Schlöndorff
Volker Schlöndorff  (o Schloendorff), (Wiesbaden, Alemanya, 31 de març de 1939) és un director de cinema alemany. És un dels principals representants del Nou Cinema Alemany dels anys 1960-1970 i un dels fervents defensors del cinema d'autor europeu.

## Biografia
El 1956, la família de Volker Schlöndorff, el pare del qual és físic, deixa l'Alemanya de l'Oest per establir-se a Gwened (Vannes) a França. Dos anys més tard, Schlöndorff obté el primer premi de filosofia del concurs general. S'inscriu llavors a l'Institut des hautes études cinématographiques (IDHEC) però deixa ràpidament l'escola per fer un curs sobre Zazie al metro i comença una carrera a França com a ajudant d'Alain Resnais (L'Année dernière à Marienbad), de Jean-Pierre Melville (Le Doulos, Léon Morin) i de Louis Malle (Le Feu follet).
El 1966, animat per Louis Malle, realitza als 26 anys un primer llargmetratge: El jove Törless, adaptació de la novel·la homònima de Robert Musil. Hi revela el seu domini d'una forma fluida, l'agudesa del seu estudi psicològic i el seu sentit del relat. La pel·lícula obté el Premi de la Crítica internacional al Festival de Canes 1966. Tres anys més tard, adapta Michael Kohlhaas de Heinrich von Kleist.
Schlöndorff s'imposa a Alemanya com un dels caps de fila del Nou Cinema Alemany gràcies a la seva adaptació, el 1975, dirigida en companyia de Margarethe von Trotta, la seva esposa de llavors, de la novel·la de Heinrich Böll: Die verlorene Ehre der Katharina Blum oder, crítica acerba de l'Alemanya dels anys de plom. Li succeeix un altre èxit: Der Fangschuss, de Marguerite Yourcenar.
El cineasta obté el reconeixement internacional amb El timbal de llauna adaptació de l'obra de Günter Grass, un altre Premi Nobel alemany. Aquest fresc dramàtico-bufonesc delirant que revisita de manera anticonformista la història de l'Europa central, de l'Alemanya i del nazisme a través del recorregut d'un noi que decideix no créixer més als tres anys, és premiat amb la Palma d'or al Festival de Canes (exaequo  amb Apocalypse Now de Francis Ford Coppola). Guanya igualment l'Oscar a la millor pel·lícula estrangera a Hollywood, l'any següent.
L'èxit planetari del Timbal  li obre totes les portes. En principi roman fidel a un mode de producció independent i a un cinema d'autor europeu, portador d'una certa noblesa cultural tant per la tria variada de les llengúes de rodatge (alemany, francès, anglès) com per una inspiració pouada del patrimoni literari. Dirigeix després algunes pel·lícules als Estats Units abans de tornar a Europa. Sovint produeix els films que realitza i col·labora puntualment amb la televisió per lligar els seus pressupostos. D'altra banda ha posat en escena diversos telefilms.
Adaptant regularment monuments de la literatura (Marcel Proust, Max Frisch, Arthur Miller, Michel Tournier, etc.), Schlöndorff es queda, a França, Alemanya i als Estats Units, vinculat a un cert intimisme i a temes com les hores obagues de la història, les vicissituds del poder, la frustració, la revolta i la repressió: L’amor de Swann, Cercle d'enganys, Death of a Salesman, A Gathering of Old Men, Homo Faber, Der Unhold, Die Stille nach dem Schuß, Der neunte Tag.
Els anys 1990, accepta la direcció dels Estudis Babelsberg, als afores de Berlín, l'exseu del Hollywood alemany quan la Universum Film AG hi era instal·lada en la primera meitat del segle xx i propietat de la Companyia general d'immobiliària i de serveis. També fa classes de cinema i literatura a l'escola europea de Saas-Fee a Suïssa, sobretot en seminaris estivals.
El 2009, Schlöndorff ha posat en escena l'última obra de Lev Tolstoi I la llum resplendeix en les tenebres  (Espai escènic: Mark Lammert) al castell de Neuhardenberg amb Angela Winkler. El 2014 estudia un film consagrat a la conferència de Berlín.

## Filmografia

### Cinema
- 1966: Der junge Törless
- 1967: Mord und Totschlag
- 1969: Michael Kohlhaas (Michaël Kohlhaas, der rebell)
- 1975: Die verlorene Ehre der Katharina Blum
- 1976: Der Fangschuss
- 1977: Nur zum Spaß, nur zum Spiel (documental)
- 1978: Deutschland im Herbst
- 1979: El timbal de llauna (Die Blechtrommel)
- 1980: Cercle d'enganys (Die Fälschung)
- 1980: Der Kandidat (documental)
- 1984: L’amor de Swann
- 1985: La mort d'un viatjant (Death of a Salesman)
- 1987: Louisiana (A Gathering of Old Men)
- 1990: The Handmaid's Tale
- 1991: Homo Faber
- 1996: Der Unhold
- 1998: Palmetto
- 2000: Die Stille nach dem Schuß
- 2004: Der neunte Tag
- 2006: Strajk - Die Heldin von Danzig
- 2008: Ulzhan
- 2014: Diplomàcia (Diplomatie) (també coguionista)
- 2017: Rückkehr nach Montauk

### Televisió
- 1970: Baal (Telefilm)
- 1971: Der plötzliche Reichtum der armen Leute von Kombach
- 2012: Das Meer am Morgen (Telefilm)

## Premis i nominacions

### Premis
- 1979: Palma d'Or per El timbal de llauna
- 1980: Oscar a la millor pel·lícula estrangera per El timbal de llauna
- 1966: Premi FIPRESCI al Festival de Canes per El jove Törless
- 1984: Membre de l'Acadèmia de les arts de Berlin[4]
- 2002: Oficial de la Légion d'honneur

### Nominacions
- 1966: Palma d'Or per El jove Törless
- 1967: Palma d'Or per Mord und Totschlag
- 1969: Palma d'Or per Michael Kohlhaas - Der Rebell
- 1978: Os d'Or per Deutschland im Herbst
- 1980: César a la millor pel·lícula estrangera per El timbal de llauna
- 1982: César a la millor pel·lícula estrangera per Cercle d'enganys
- 1985: BAFTA a la millor pel·lícula estrangera per L’amor de Swann
- 1986: Primetime Emmy al millor director en minisèrie o especial per Death of a Salesman
- 1990: Os d'Or per The Handmaid's Tale
- 1996: Lleó d'Or per Der Unhold
- 2000: Os d'Or per Die Stille nach dem Schuß